# Animierter Cursor
Animierter Cursor ist die Bezeichnung für ein Grafik-Dateiformat (mit der Endung .ani), welches von Microsoft für einfach animierte Mauszeiger (oder auch sogenannte Cursor) auf seinem Windows-Betriebssystem entwickelt wurde.
Das Format basiert auf dem Resource Interchange File Format (RIFF) von Microsoft, welches als Containerformat für eine Vielzahl von Icons oder Cursor genutzt wird, die mit dem ICO-Format übereinstimmen.